# Skarjajaure
Skarjajaure är en sjö i Arvidsjaurs kommun i Lappland och ingår i Byskeälvens huvudavrinningsområde. Sjön har en area på 0,155 kvadratkilometer och ligger 485,3 meter över havet.

## Delavrinningsområde
Skarjajaure ingår i det delavrinningsområde (731167-163145) som SMHI kallar för Utloppet av Ardnas Jaure. Medelhöjden är 454 meter över havet och ytan är 28,88 kvadratkilometer. Räknas de 5 avrinningsområdena uppströms in blir den ackumulerade arean 167,62 kvadratkilometer. Avrinningsområdets utflöde Byskeälven mynnar i havet. Avrinningsområdet består mestadels av skog (87 procent). Avrinningsområdet har 2,21 kvadratkilometer vattenytor vilket ger det en sjöprocent på 7,6 procent.